# Eduard Glatz
Eduard Glatz (magyarosan Glatz Ede) (Bécs, 1812. – Budapest, 1889. május 31.) hírlapíró.

## Élete
Jakob Glatz ágostai evangélikus lelkész fia. Eleinte teológiát tanult Bécsben és Lipcsében azután gimnáziumi tanár volt Teschenben. Ekkor az öreg Schröerrel összeköttetésbe lépett és az újságírásra adta magát; a Pester Zeitungot 1845. március 30-tól 1852. december 31-ig szerkesztette; azután a Pest-Ofner Zeitungot 1853-55-ben szerkesztette és 1868-tól 1880-ig a Pester Lloyd belső munkatársa volt, midőn nyugalomba vonult.
Támogatta a magyarosítást, de csak addig amíg az más nemzetek érdekeit nem sértette. Kimondta, hogy az egyszerű embereket az anyanyelvükön kell tanítani mindenhol.
Cikke a Jahrbuch des deutschen Elements in Ugarn (I. 1846. Ueber deutsche Einwanderung in Ungarn).

## Munkái
- Portfolio, oder Beiträge zur Beleuchtung ungarischer Zeitfragen. Leipzig, 1844.
- Zoltán Kárpáthy. Roman von M. Jókai, Deutsch von... Pest, 1860. Négy kötet. (Belletr. Lesekabinet der magyarischen Literatur 19-24.)
- Die Narren der Liebe, Roman von M. Jókai, übersetzt von... Pest, 1869. Három kötet.